# Simon Hornblower
Simon Hornblower, FBA (nacido en 1949) es un clasicista británico y académico. Es profesor de clásicas e Historia Antigua en la Universidad de Oxford y miembro sénior investigador del All Souls College de Oxford.

## Biografía
Nacido en 1949, recibió su educación en el Eton College, donde fue becado, en el Jesus College de Cambridge, donde obtuvo honores de primera clase en 1969, y en el Balliol College de Oxford,  donde obtuvo honores de primera clase en Literae Humaniores en 1971 (BA y subsecuentemente Master of Arts) y un PhD en 1978 con la tesis titulada Mausolo de Caria.
En 1971 fue elegido para el premio a la beca de investigación del All Souls College, la cual mantuvo hasta 1977. Desde 1978 hasta que 1997, fue profesor universitario de historia antigua en la Universidad de Oxford y miembro y tutor en clásicas en el Oriel College de Oxford. De 1994 a 1995, ha sido miembro del Institute for Advanced Study en Princeton, Nueva Jersey. Se trasladó a la University College de Londres, donde en 1998 fue nombrado profesor de clásicas e historia antigua. En 2006 fue promovido con el título Grote profesor de historia antigua, manteniendo el título de profesor de clásicas.
Fue elegido miembro de la Academia Británica en 2004.
Hornblower fue elegido miembro sénior investigador del All Souls College de Oxford, ocupando su puesto en el término de Michaelmas en 2010. Obtuvo el Title of Distinction, que le confirió el título profesor de clásicas e historia antigua.

## Estudios
Su interés actual es la historiografía griega clásica (especialmente Heródoto y Tucídides) y la relación entre los textos históricos como literatura e historia. Ha publicado un comentario histórico y literario sobre Tucídides en tres volúmenes (Oxford University Press, 1991, 1996, 2008). Su último libro como único autor es Thucydides and Pindar: Historical Narrative and the World of Epinikian Poetry (Oxford University Press, 2004) . Es también coeditor con la profesora Catherine Morgan del King's College de Londres, del libro  Pindar's Poetry, Patrons, and Festivals: From Archaic Greece to the Roman Empire (OUP, 2007), una colección de artículos especializados en literatura histórica, aspectos arqueológicos y antropológicos de Píndaro y su mundo.
Desde 1979 ha trabajado en el Lexicon of Greek Personal Names y coeditado Greek Personal Names: Their Value as Evidence (Oxford University Press, 2000).
En 1996 coeditó  la tercera y más reciente edición del Oxford Classical Dictionary.